# Neil Armstrong
Neil Alden Armstrong (* 5. August 1930 bei Wapakoneta, Ohio; † 25. August 2012 in Cincinnati, Ohio) war ein US-amerikanischer Testpilot und Astronaut. Er war Kommandant von Apollo 11, die mit Buzz Aldrin und Michael Collins zum Mond flog. Am 21. Juli 1969 betrat er als erster Mensch den Mond.

## Leben

### Jugend und Ausbildung
Neil Armstrong kam 1930 auf einer Farm, zehn Kilometer von Wapakoneta (Ohio) entfernt, zur Welt. Sein Vater Stephen Armstrong war staatlicher Rechnungsprüfer, seine Mutter Viola Engel, Tochter des deutschen Auswanderers Martin August Engel, war Hausfrau. Friedrich Kötter, einer von Armstrongs Urgroßvätern, stammte aus Ladbergen im heutigen Nordrhein-Westfalen.
Seit seiner Jugend, als er Pfadfinder bei den Boy Scouts of America war, faszinierte ihn die Fliegerei. Er baute Modellflugzeuge, bekam Flugstunden und erhielt schließlich an seinem 16. Geburtstag, damit noch vor dem Auto, eine Pilotenlizenz. Nach der High School nahm er 1947 mit Hilfe eines Stipendiums der US-Marine an der Purdue University ein Studium auf, um Flugzeugingenieur zu werden. Er hatte drei Semester absolviert, als ihn die Navy im Januar 1949 zum Militärdienst einzog und nach Florida entsandte. In Pensacola wurde er zum Kampfpiloten ausgebildet.

### Navy-Pilot

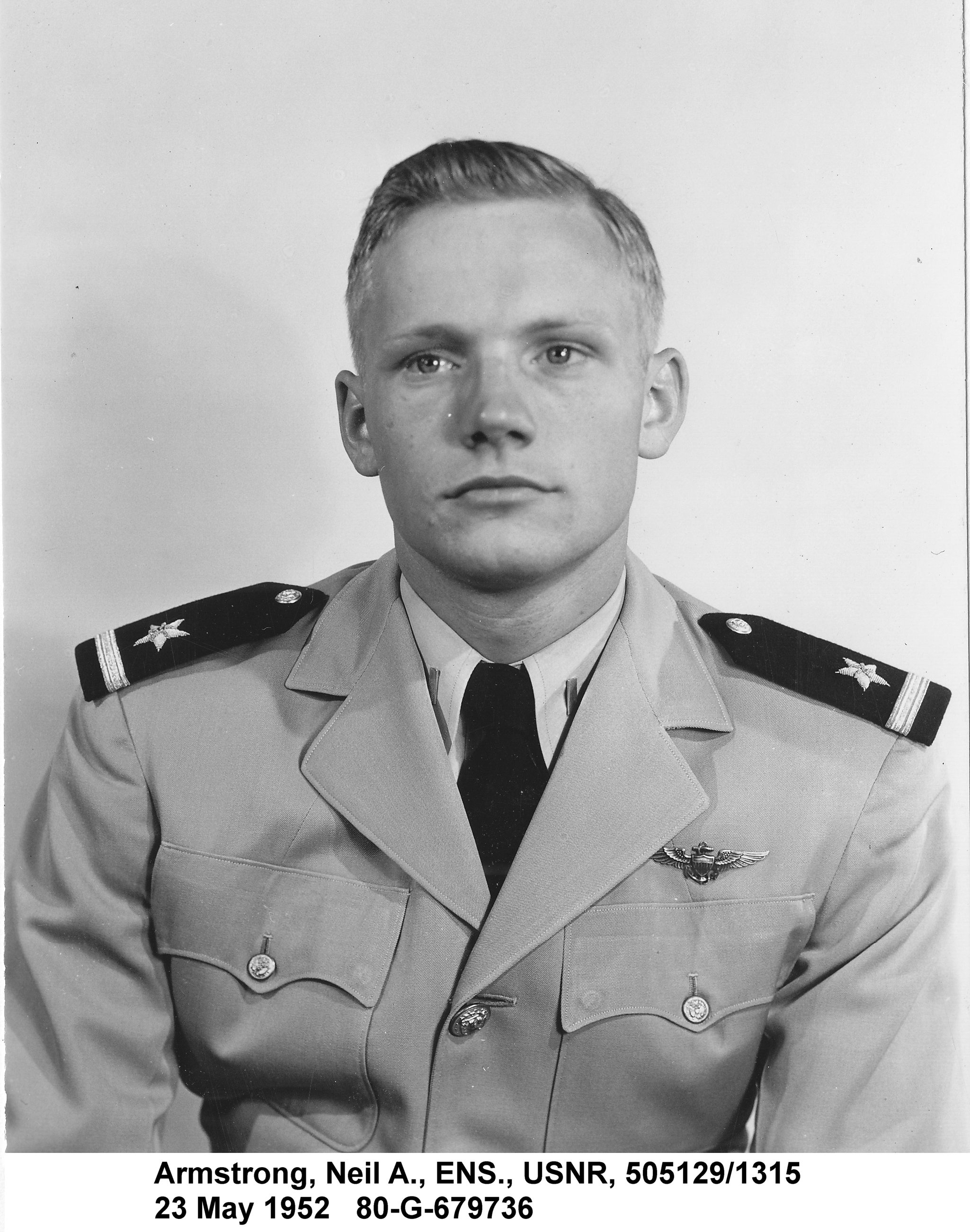
Neil Armstrong als Offizier der US Navy im Range eines Ensign (1952)

Armstrong nahm ab 1950 am Koreakrieg teil. Er gehörte dem Fighter Squadron 51 (VF-51) an und war mit 20 Jahren das jüngste Mitglied der Einheit, die auf dem Flugzeugträger Essex stationiert war. Von dort flog er mit seiner einsitzigen F9F „Panther“ insgesamt 78 Einsätze. Die meiste Zeit unternahm er Aufklärungsflüge. Am 3. September 1951 wurde sein Flugzeug im Tiefflug durch ein quer über ein tiefes Tal gespanntes Seil beschädigt. Ein Teil der Tragfläche wurde dabei abgeschnitten, so dass eine normale Landung nicht mehr möglich war. Armstrong flog zum Flugplatz von Pohang, der unter US-amerikanischer Kontrolle stand, und katapultierte sich mit dem Schleudersitz heraus.
Im Frühjahr des Jahres 1952 kehrte Armstrong von seinem Kriegseinsatz in die USA zurück und verließ die Navy im August desselben Jahres. Er setzte sein Studium an der Purdue University fort und erhielt im Januar 1955 den Bachelor in Luftfahrttechnik.

### NASA-Testpilot

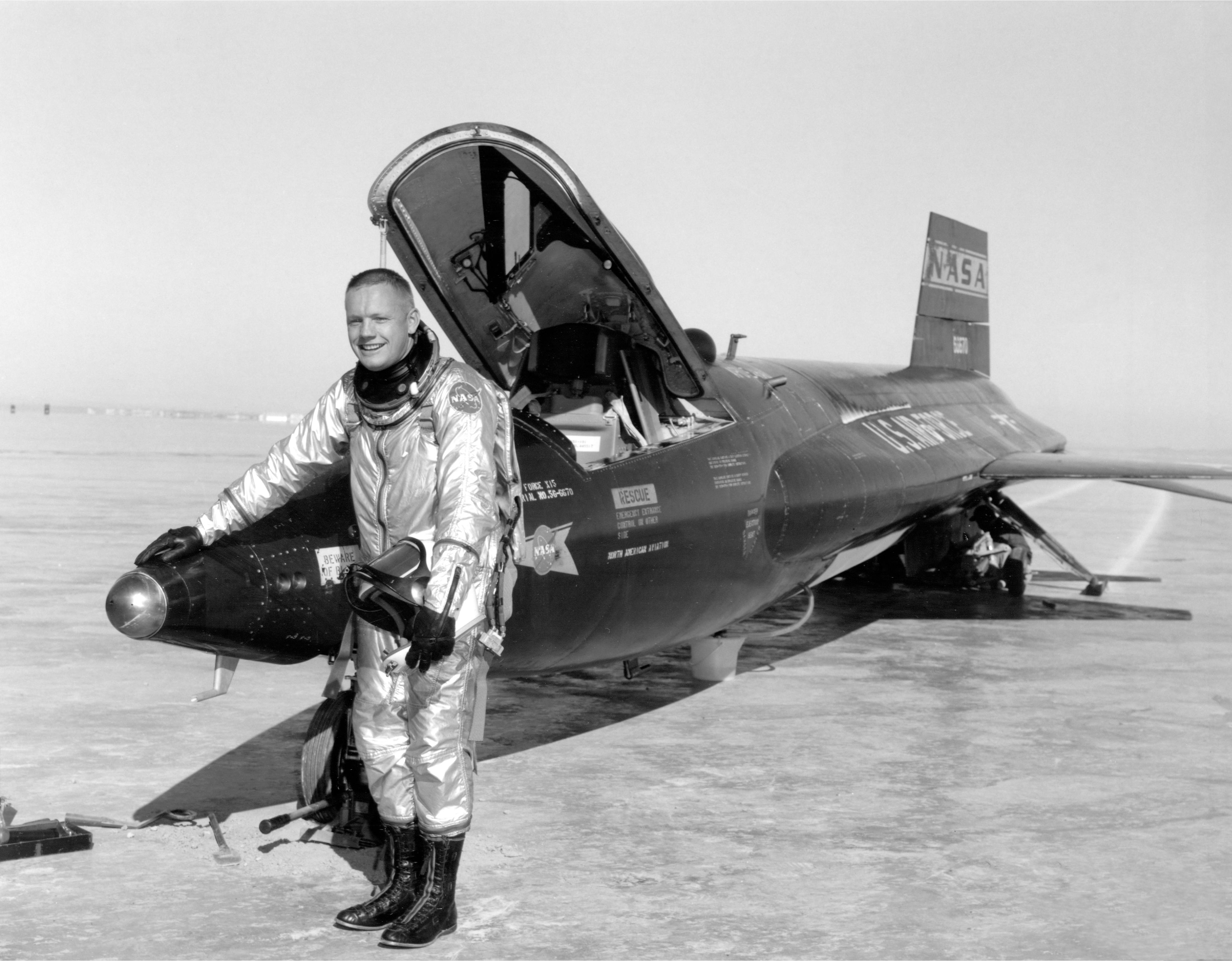
Armstrong als NASA-Testpilot mit der X-15 (9. Dezember 1960)

Mit diesem Diplom bewarb er sich als Testpilot beim National Advisory Committee for Aeronautics (NACA), dem Vorläufer der NASA. Er wurde angestellt, konnte jedoch die gewünschte Position nicht antreten. Ursprünglich hatte er sich für die High-Speed Flight Station (HSFS) auf der Edwards Air Force Base beworben. Zunächst war keine Stelle in Kalifornien frei, deshalb arbeitete er anfangs am Lewis Flight Propulsion Laboratory in Ohio. Als im Sommer 1955 eine Stelle als Testpilot für ihn frei wurde, reiste er sofort zur HSFS nach Los Angeles.
An der HSFS erprobte Armstrong (neben vielen anderen Flugzeugtypen) die Raketenflugzeuge Bell X-1 und North American X-15. Seine eigentliche Aufgabe war, die getesteten Flugzeuge konstruktiv zu verbessern: „Our principal responsibility was engineering work.“
Zehn Jahre nachdem Chuck Yeager mit der X-1 erstmals die Schallmauer durchbrochen hatte, flog Armstrong mit der „Glamorous Glennis“. Im November 1960 hatte er seinen Jungfernflug auf der X-15. Die höchste Geschwindigkeit, die er auf dieser Maschine erreichte, war Mach 5,74 (6419 km/h) im Juli 1962. Außerdem war Armstrong zwischen November 1960 bis zu seinem Wechsel ins Raumfahrtprogramm 1962 einer der für die X-20 vorgesehenen Piloten. Daneben belegte er Studienkurse in Luft- und Raumfahrttechnik an der Universität von Südkalifornien (Graduate Studies).
Armstrong gehörte zu den neun Testpiloten, die im Juni 1958 von der US-Luftwaffe für das Projekt „Man In Space Soonest“ (MISS) ausgewählt wurden, die erste US-amerikanische Astronautengruppe. Das MISS-Projekt wurde jedoch kurz darauf abgesagt, als die NASA gegründet wurde und alle Aktivitäten der US-amerikanischen Weltraumfahrt übernahm. Als NASA-Testpilot am NASA Flight Research Center in Edwards, Kalifornien flog Armstrong viele bahnbrechende Hochgeschwindigkeitsflugzeuge einschließlich der über 7000 km/h schnellen X-15. Er flog dabei über 200 verschiedene Flugzeugtypen vom Jet über Raketenflugzeuge und Hubschrauber bis zu Gleitflugzeugen.

### NASA-Astronaut
Für die erste Astronautengruppe (Mercury Seven), die von der NASA ausgewählt wurde, kam Armstrong nicht in Frage, da er zu diesem Zeitpunkt bereits wieder Zivilist war und nur Militärangehörige für diese Gruppe ausgewählt werden durften.
Bei der zweiten Astronautengruppe kam er jedoch zum Zug und wurde am 17. September 1962 mit acht anderen zukünftigen Raumfahrern der Öffentlichkeit vorgestellt. In der ersten Zeit als Astronaut übernahm er für das Gemini-Programm als Spezialgebiet die Simulatoren.

#### Einsatz im Gemini-Programm
Im Februar 1965 wurde Armstrong als Ersatzmann für Gordon Cooper zum Kommandanten der Mission Gemini 5 ernannt. Er kam nicht zum Einsatz, diente aber als Verbindungssprecher (Capcom). Nach Abschluss dieses Fluges wurde er als Kommandant des Fluges Gemini 8 nominiert, der am 16. März 1966 begann. Armstrong war damit einer der wenigen Astronauten, denen die NASA bereits beim ersten Raumflug ein Kommando übertrug. Während dieser Mission koppelten er und sein Pilot David Scott zum ersten Mal zwei Raumfahrzeuge im All aneinander, jedoch geriet Gemini 8 stark ins Taumeln. Die Astronauten brachten die Lage unter Kontrolle, die Mission wurde aber gekürzt. Das war das erste Mal, dass ein Raumflug vorzeitig beendet wurde.
Nach seiner Landung wurde Armstrong als Ersatz-Kommandant für den Flug Gemini 11 im September 1966 eingeteilt. Bei der Mission Gemini 9 im Juni 1966 diente Armstrong wieder als Capcom.

#### Mannschaftseinteilung im Apollo-Programm

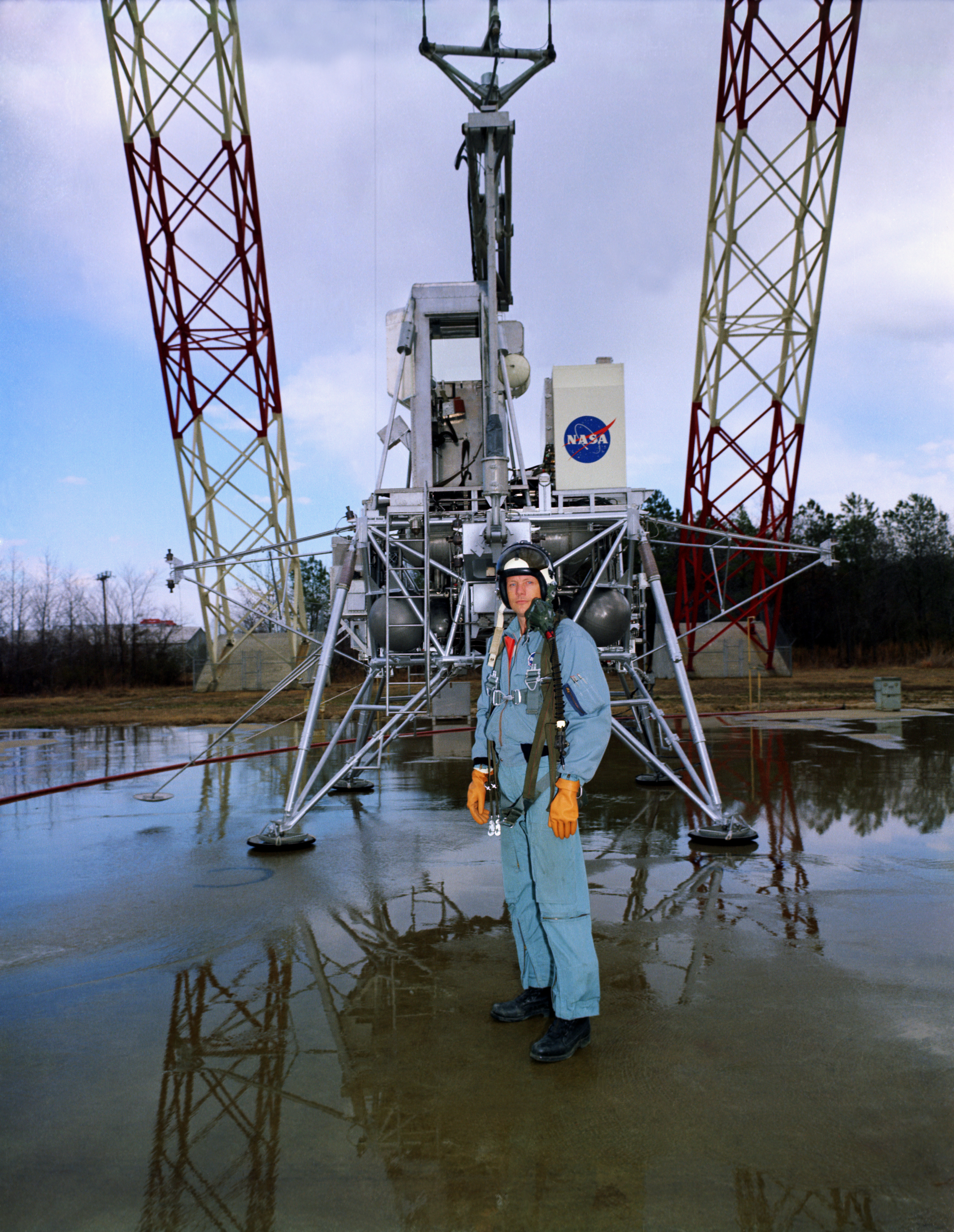
Armstrong in der Lunar Landing Research Facility

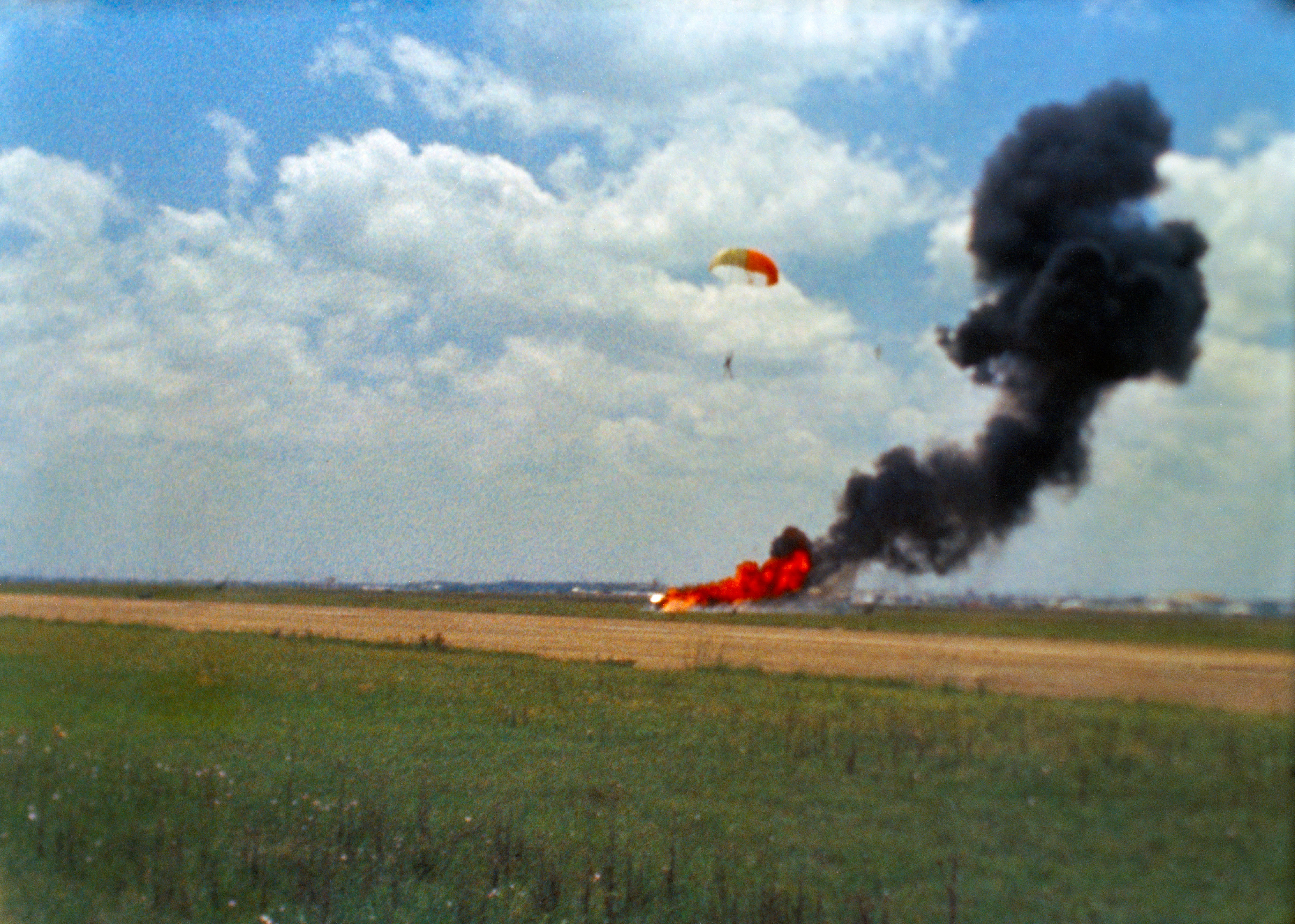
Neil Armstrong beim Absturz des Mondlandungstrainingsgeräts

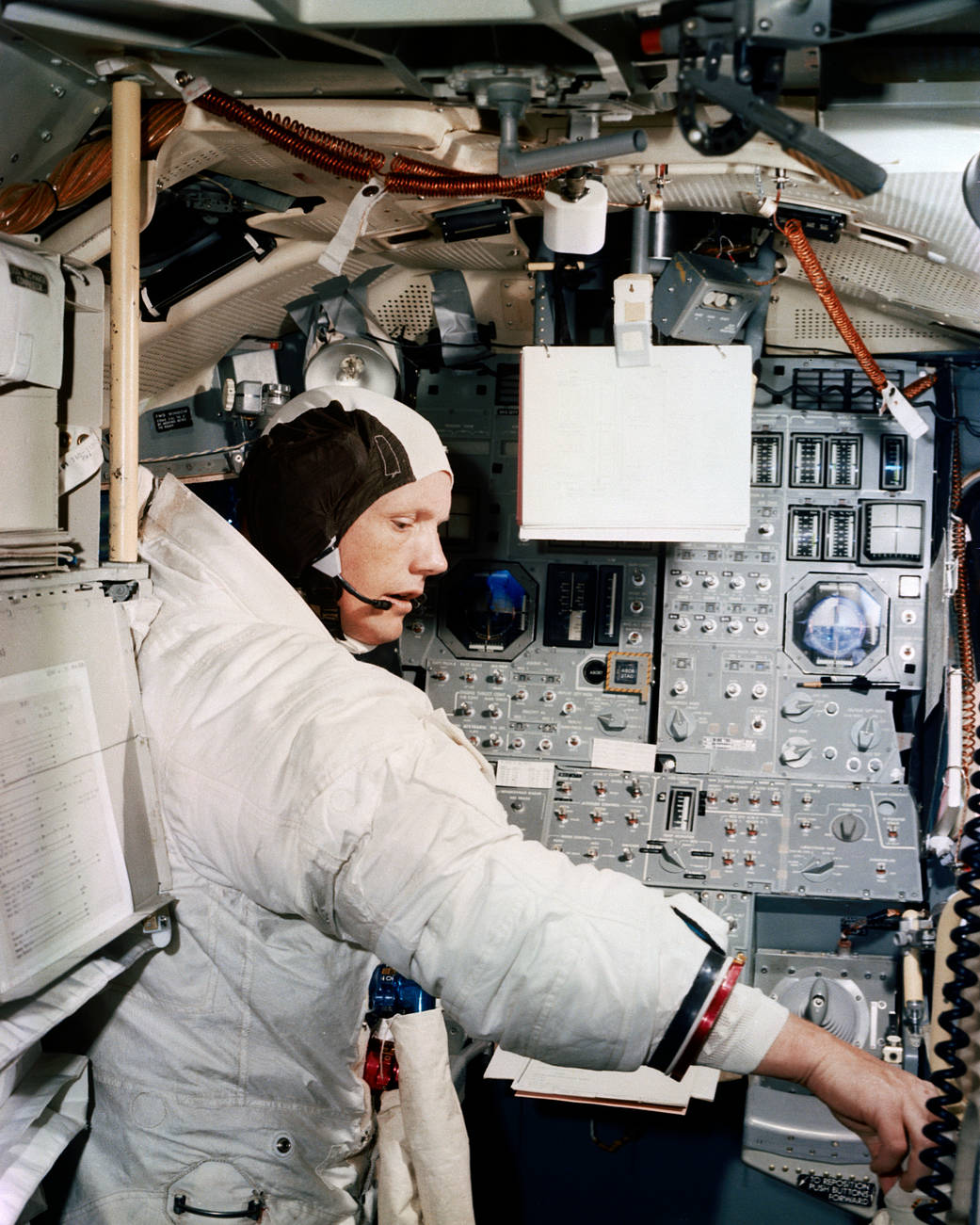
Armstrong im Lunar Module Mission Simulator

Weil Armstrong damit noch verhältnismäßig lang im Gemini-Programm eingebunden war, gehörte er nicht zu den sechs Kommandanten, die für die ersten Apollo-Flüge nominiert wurden. Erst nach der Katastrophe von Apollo 1 und dem Tod von Gus Grissom im Januar 1967 rückte er nach und wurde im November 1967 zum Ersatzkommandanten des dritten bemannten Apollo-Flugs nominiert. Damit hatte er große Chancen, dem sechsten Flug als Kommandant vorzustehen. Weil damals noch nicht klar war, wie viele Apollo-Testflüge notwendig sein würden, stand damit auch noch nicht fest, ob das ein Flug mit einer Mondlandung sein würde. Die erste Mondlandung war frühestens für die fünfte bemannte Mission vorgesehen.
Verzögerungen bei der Entwicklung der Mondlandefähre führten im Sommer 1968 zu einer Umplanung der Apollo-Flüge: der dritte bemannte Testflug (Mission E) wurde gestrichen, stattdessen wurde ein Mondflug ohne Mondfähre zwischen erstem und zweitem Testflug (Missionen C und D) eingefügt, der unter der Bezeichnung Apollo 8 durchgeführt wurde. Armstrong wurde somit Ersatzkommandant für den ersten bemannten Flug zum Mond. Wie üblich wurde die Ersatzmannschaft als Hauptmannschaft für den drittnächsten Flug, Apollo 11 eingeteilt. Bei einem Erfolg der nächsten beiden Flüge Apollo 9 und Apollo 10 wäre das der erste Versuch einer bemannten Mondlandung.
Die Nominierung Armstrongs als ersten Menschen, der seinen Fuß auf die Mondoberfläche setzen sollte, war also keineswegs von langer Hand vorbereitet. Wie er selbst schon 1966 in einem Interview sagte: Wer dieser Mensch ist, das entscheidet eine Art glücklicher Umstand (“who the person is is sort of happenstance”). Die Umplanung von Apollo 8, der Erfolg von Apollo 9 und Apollo 10 und auch der Tod Grissoms hatten dabei eine Rolle gespielt.

#### Die Mondlandung
Während des Trainings für die Mondlandung entging Armstrong am 6. Mai 1968 bei dem Absturz eines Mondlandungstrainingsgeräts (Lunar Landing Training Vehicle) nur knapp dem Tode. Bei der Mondlandung mit seinem Kollegen Buzz Aldrin am 20. Juli 1969 übernahm er die manuelle Steuerung der Mondlandefähre Eagle und lenkte sie von felsigem Gelände fort zu einer sicheren Landung um 20:17 Uhr (UTC). Seine ersten Worte vom Mond an die Bodenstation waren „Houston, Tranquility Base here. The Eagle has landed“. Sechs Stunden später kletterte er in den frühen Morgenstunden des 21. Juli aus der Mondlandefähre. Neil Armstrong betrat am 21. Juli 1969 um 02:56:20 Uhr (UTC) als erster Mensch die Mondoberfläche. Dabei entstand einer der berühmtesten Versprecher der Geschichte: Armstrong hatte sich vorgenommen, die Worte That’s one small step for a man, one giant leap for mankind (dt. „Das ist ein kleiner Schritt für einen Menschen, ein riesiger Sprung für die Menschheit“) zu sprechen, versäumte jedoch aufgrund der Strapazen und der Aufregung die Aussprache eines einzigen Vokals (a) und gab dem Satz damit eine ungewollte Bedeutung:

“That’s one small step for man… one… giant leap for mankind. (anhörenⓘ)”

„Das ist ein kleiner Schritt für den Menschen… ein… riesiger Sprung für die Menschheit.“

Armstrong räumte erst während eines Interviews für das Buch Chariots for Apollo (1986) – nach vielen Jahren unterschiedlichster Berichte, Beweise und angeblicher Gegenbeweise – seinen Versprecher das erste Mal ein. Die gewaltige wissenschaftliche und kulturelle Bedeutung der ersten Mondlandung stellte seinen Versprecher jedoch in den Schatten, und obwohl er die vorgesehenen Zeilen nicht akkurat wiedergab, gehören sie zu den weltweit berühmtesten Worten, die je ein Mensch gesprochen hat.
Angeblich sprach Armstrong, bevor er in die Mondlandefähre zurückkehrte, noch den Satz Good Luck, Mr. Gorsky. Armstrong selbst dementierte diese moderne Sage bereits 1995.
Für seine Leistung erhielt Armstrong 1969 die Presidential Medal of Freedom.

### Das Leben nach Apollo
1970 wurde Armstrong zum stellvertretenden Leiter des Washingtoner Aeronautikbüros der NASA befördert. Im gleichen Jahr erhielt er auch den Master in Luft- und Raumfahrttechnik an der University of Southern California und einen Ehrendoktor in Ingenieurwissenschaften von der Purdue-Universität. 1971 verließ er die Behörde. Nach seinem Ausscheiden aus der NASA lehrte er von 1971 bis 1979 als Professor für Luft- und Raumfahrttechnik an der University of Cincinnati. Danach wechselte er in die Wirtschaft, wo er Aufsichtsratsmandate und Managementposten innehatte. Er wurde durch die Gründung eigener Firmen zum Millionär. Von 1985 bis 1986 war Armstrong in der nationalen Kommission für Raumfahrt und wurde 1986 als zweiter Vorsitzender in die Kommission zur Untersuchung der Challenger-Katastrophe berufen. 1989 trat er dem Direktorium von Thiokol bei, dem Hersteller der Feststoffbooster des Space Shuttle.

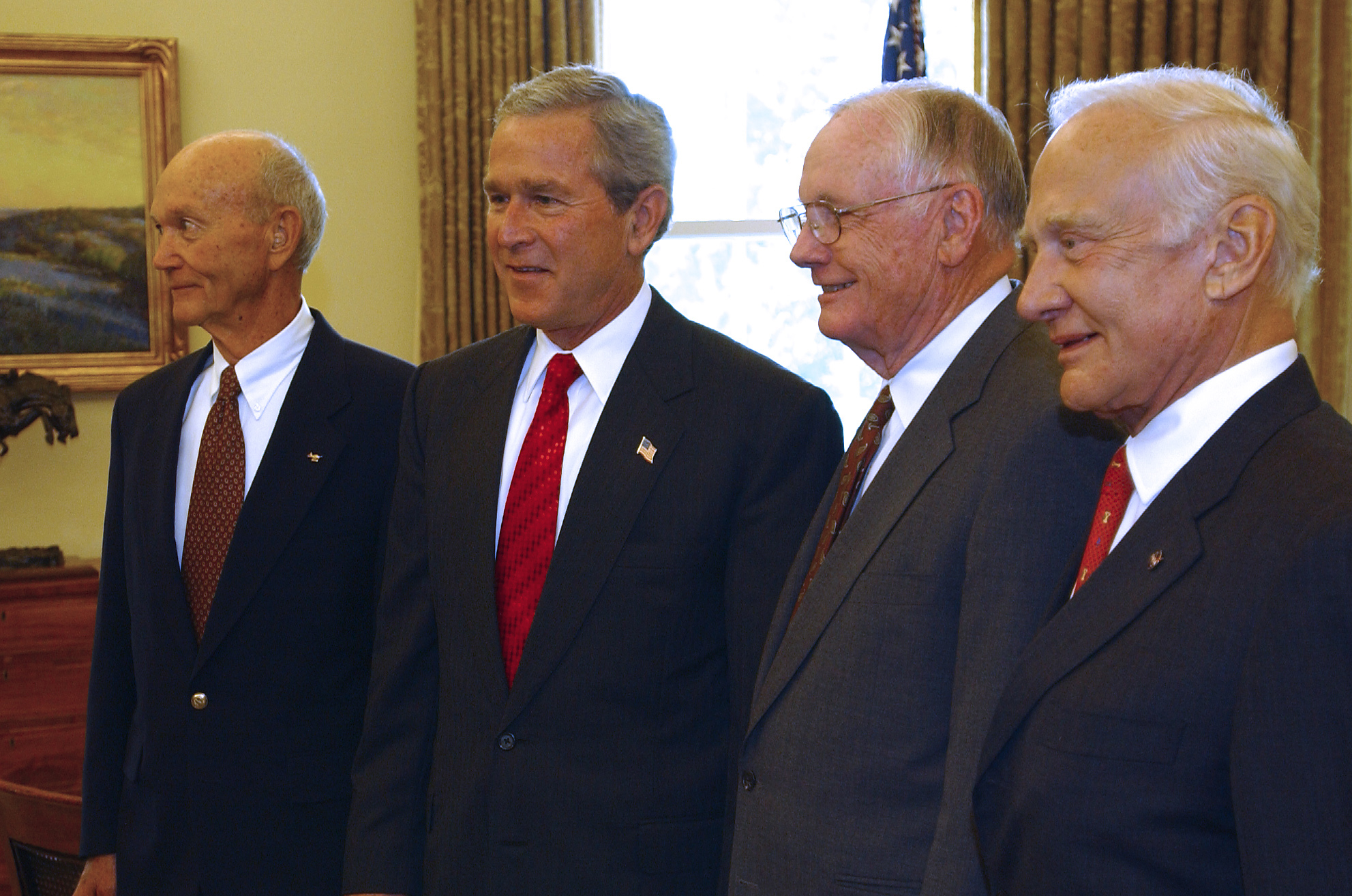
Armstrong (2. v. r.) mit Apollo-11-Crew und US-Präsident George W. Bush 2004 im Weißen Haus

Armstrong galt als starker Befürworter einer bemannten Mars-Mission. 2004 rief er die US-Amerikaner zu Rückhalt und Unterstützung des US-Präsidenten George W. Bush für künftige Mond- und Mars-Missionen der NASA auf.
2010 kritisierte er die Entscheidung Präsident Barack Obamas, keine Menschen mehr zum Mond schicken zu wollen. In einem von ihm maßgeblich mit-initiierten offenen Brief an Obama äußern die Unterzeichner sich „sehr beunruhigt“, dass die USA ihre „hart errungene globale Führung in der Raumfahrttechnologie an andere Nationen abtreten“.

### Privat
Armstrong heiratete im Januar 1956 seine Studentenliebe Janet Shearon. Das Paar hatte zwei Söhne und eine Tochter, die aber bereits früh an einem diffusen intrinsischen Ponsgliom erkrankte und im Alter von zwei Jahren letztlich an einer Lungenentzündung starb. Janet Armstrong ließ sich 1994 nach langjähriger Trennung von ihrem Mann scheiden.  Im gleichen Jahr heiratete er zum zweiten Mal, Carol Held Knight. Mit ihr lebte er zuletzt zurückgezogen in der Nähe von Cincinnati.
Am 7. August 2012 wurden vier Stenosen in Armstrongs Herzkranzgefäßen festgestellt, die eine sofortige Bypass-Operation nötig machten. Neil Armstrong starb am 25. August 2012 mit 82 Jahren an den Folgen dieser Operation.
Am 15. September 2012 wurde die Asche von Armstrong vom Deck des Kreuzers Philippine Sea im Atlantik dem Meer übergeben.
Im Juli 2019 veröffentlichte die New York Times, dass die Hinterbliebenen Neil Armstrongs vom Krankenhaus 6 Millionen US$ als Entschädigung für Behandlungsfehler nach der Operation erhalten hatten.

## Besonderheiten und Rekorde
- Erste Kopplung mit einem anderen Raumfahrzeug (Gemini 8)
- Erste Notlandung eines Raumschiffes (Gemini 8)
- Erster Mensch auf dem Mond (Apollo 11)

## Auszeichnungen

Neil Armstrong und Michael Collins, 1969 von der brasilianischen Regierung ausgezeichnet.

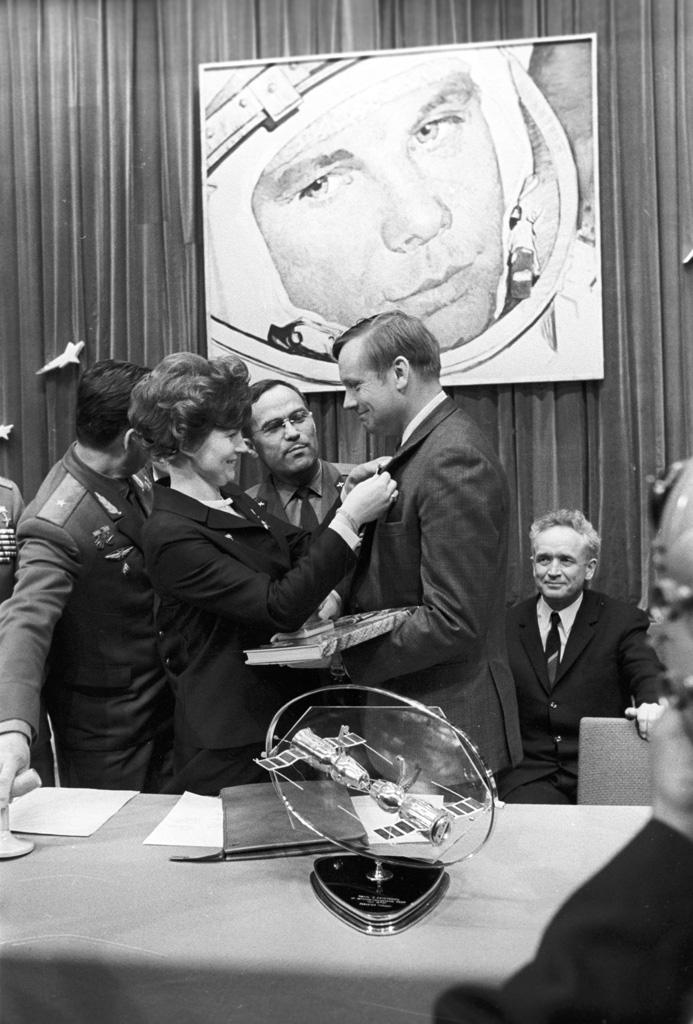
Walentina Tereschkowa verleiht Neil Armstrong eine Auszeichnung

- 1969: Freiheitsmedaille („The Presidential Medal of Freedom“), die höchste zivile Auszeichnung der USA.
- 1969: Kaiserlicher Kulturorden Japans.
- 1973: Stern auf dem Hollywood Walk of Fame
- 1978: Armstrong war einer der ersten sechs Astronauten, denen am 1. Oktober 1978 die Congressional Space Medal of Honor verliehen wurde.
- 1979: National Aviation Hall of Fame als dritter Raumfahrer.
- 2001: Gewähltes Mitglied der American Philosophical Society.[17]
- 2005: Ehrendoktorwürde der Universität von Südkalifornien.

Im März 2014 benannte die US Navy das Forschungsschiff Neil Armstrong (T-AGOR-27) nach ihm.
Das Dryden Flight Research Center wurde zu seinen Ehren im Januar 2014 in Neil A. Armstrong Flight Research Center umbenannt.
Der Mondkrater Armstrong und der Asteroid (6469) Armstrong sind nach ihm benannt.

## Verfilmung
2018 wurde der von Damien Chazelle inszenierte Historienfilm Aufbruch zum Mond veröffentlicht, in dem Armstrong von Ryan Gosling dargestellt wird. Der Film fokussiert sich insbesondere auf die lange Vorlaufzeit der Mond-Mission.